# Sensmoral
Sensmoral (franska sens moral, sedlighetskänsla) har fått betydelsen den moraliska undermeningen, det vill säga den innersta mening, lärdom, som kan hämtas ur till exempel en berättelse eller tilldragelse.  
En sensmoral kan förekomma som en slutsats som sammanfattar budskapet i en text, ofta i fabler.